# Angelo Comastri
Angelo Comastri (sinh 1943) là một Hồng y người Italia của Giáo hội Công giáo Rôma. Ông hiện đảm nhiệm vai trò Chủ tịch "Tổ chức của Thánh Phêrô", Giám quản Thành quốc Vatican, Tổng linh mục Vương cung Thánh đường Thánh Phêrô và Hồng y Đẳng Linh mục Nhà thờ S. Salvatore in Lauro.
Trước đó, với tư cách là một thành viên của Giáo triều Rôma, ông từng đảm nhận nhiều vai trò cũng như chức vụ khác nhau như: Đại diện Giáo hoàng tại Đền thờ của Nhà Thánh Loreto (1996-2005), Phó Chủ tịch Học viện Giáo hoàng về Khái niệm Vô nhiễm (1997-2012), Phó Tổng linh mục Vương cung Thánh đường Thánh Phêrô (2005-2006). Trước khoảng thời gian phục vụ tại giáo triều, ông từng đảm nhiệm các chức vụ như Giám mục chính tòa Giáo phận Massa Marittima–Piombino và Hàm Tổng giám mục Địa phận Loreto.

## Tiểu sử
Hồng y Comastri sinh ngày 17 tháng 9 năm 1943 tại Sorano, Italia. Sau quá trình tu học dài hạn tại các cơ sở chủng viện theo quy định của Giáo luật, ngày 11 tháng 3 năm 1967, Phó tế Comastri được truyền chức linh mục, với phần nghi thức truyền chức được cử hành bởi Giám mục Luigi Boccadoro, giám mục chính tòa Giáo phận Acquapendente.
Sau 23 năm thực hiện các công việc mục vụ với thẩm quyền và cương vị của một linh mục, ngày 25 tháng 7 năm 1990, Tòa Thánh loan tin Giáo hoàng đã quyết định tuyển chọn linh mục Angelo Comastri, 47 tuổi, gia nhập Giám mục đoàn Công giáo Hoàn vũ, với vị trí được trao phó là giám mục chính tòa Giáo phận Massa Marittima-Piombino. Lễ tấn phong cho tân giám mục được tổ chức sau đó vào ngày 12 tháng 9 cùng năm, với phần nghi thức truyền chức chính yếu được cử hành cách trọng thể bởi 3 giáo sĩ cấp cao, gồm chủ phong là Hồng y Bernardin Gantin, Tổng trưởng Thánh bộ Giám mục; hai vị giáo sĩ còn lại, với vai trò phụ phong, gồm có Tổng giám mục Gaetano Bonicelli, Tổng giám mục đô thành Tổng giáo phận Siena-Colle di Val d'Elsa-Montalcino và Giám mục Eugenio Binini, giám mục chính tòa Giáo phận Pitigliano-Sovana-Orbetello. Tân giám mục chọn cho mình châm ngôn:DEUS CARITAS EST.
Ngày 5 tháng 3 năm 1994, vị giám mục trẻ tuổi quyết định từ nhiệm và được Tòa Thánh chấp thuận.
Hơn 2 năm sau khi từ nhiệm, Tòa Thánh thăng hàm Tổng giám mục cho Giám mục Comastri và quyết định bổ nhiệm ông cai quản địa phận Loreto. Thông tin trên được Tòa Thánh thông báo cách rộng rãi vào ngày 9 tháng 11 năm 1996. Cùng với chức danh tại Loreto, ông còn kiêm thêm chức Đại diện Giáo hoàng tại Đền thờ của Nhà Thánh Loreto rồi thêm nhiệm vụ Phó Chủ tịch Học viện Giáo hoàng về Khái niệm Vô nhiễm từ ngày 31 tháng 10 năm 1997. Riêng chức danh Phó Chủ tịch Học viện Giáo hoàng về Khái niệm Vô nhiễm, ông giữ đến tận 4 tháng 12 năm 2012.
Ngày 5 tháng 2 năm 2005, ông từ nhiệm vị trí tại Loreto vì được Tòa Thánh chọn làm Chủ tịch Tổ chức Thánh Phêrô, Tổng linh mục Phó Vương cung Thánh đường Thánh Phêrô và Giám quản Thành quốc Vatican. Tại vương cung thánh đường Thánh Phêrô này, ông kế vị chức danh Tổng linh mục vào ngày 31 tháng 10 năm 2006.
Qua công nghị Hồng y được tổ chức năm 2007 vào ngày 24 tháng 11, Giáo hoàng Biển Đức XVI đã quyết định vinh thăng Tổng giám mục Angelo Comastri tước vị Hồng y, với phẩm trật Hồng y Đẳng Phó tế và Nhà thờ được chỉ định là San Salvatore in Lauro. Tân Hồng y sau đó đã đến nhận nhà thờ Hiệu tòa của mình vào ngày 28 tháng 5 năm 2008.
Ngày 19 tháng 5 năm 2018, ông được thăng Đẳng Hồng y Linh mục Nhà thờ San Salvatore in Lauro.